# Луций Манлий Вульсон (претор 218 года до н. э.)
Луций Манлий Вульсон (лат. Lucius Manlius Vulso; умер после 216 года до н. э.) — римский военачальник и политический деятель из патрицианского рода Манлиев, претор 218 года до н. э., участник Второй Пунической войны. Неудачно претендовал на консулат 216 года до н. э.

## Биография
Луций Манлий принадлежал к одному из знатнейших патрицианских родов Рима, представители которого регулярно получали консульство, начиная с 480 года до н. э. Историки предполагают, что и номен Manlius с нехарактерным для латинского языка буквосочетанием nl, и первые его носители могли быть этрусского происхождения. Когномен Вульсон (Vulsō) или Вольсон (Volsō), самый ранний из использовавшихся Манлиями, может быть связан с названием этрусского города Вольсинии (Volsinii).
Луций был старшим сыном Луция Манлия Вульсона Лонга, консула 256 и 250 годов до н. э. Его братьями были Публий Манлий Вульсон, претор 210 года до н. э., и, возможно, Гней Манлий Вульсон, отец консулов 189 и 178 годов до н. э.
В связи с событиями 218 года до н. э. Тит Ливий и Полибий упоминают претора по имени Луций Манлий. Учитывая, что Луций Манлий Вульсон в 217 году до н. э. выдвинул свою кандидатуру в консулы, антиковеды полагают, что претором 218 года был именно он. Это был первый год Второй Пунической войны: карфагенский полководец Ганнибал двинулся в Италию, и галльские племена бойев и инсубров, узнав о его приближении, восстали против Рима. Луцию пришлось защищать римских колонистов в Цизальпийской Галлии. По словам Ливия, под командованием у претора были «значительные силы»; тем не менее, когда Вульсон двинулся на помощь осаждённой галлами Мутине, враг атаковал его из лесной засады и нанёс тяжёлые потери. Римляне заняли оборону в деревне Таннет на безлесной местности, где были окружены. Сенат, узнав об этом поражении, решил направить Луцию Манлию подкрепления, набранные для консула Публия Корнелия Сципиона. Позже галлы сняли осаду, и Вульсон передал свои войска под командование Сципиона.
Известно, что в какой-то момент в армии Луция Манлия вспыхнул бунт. Претор в связи с этими событиями дал обет воздвигнуть в Риме храм Согласия, и строительство началось двумя годами позже.
В 217 году до н. э. Вульсон выдвинул свою кандидатуру в консулы. Другими кандидатами-патрициями были Луций Эмилий Павел, Публий Корнелий Меренда и Марк Эмилий Лепид. На первом этапе выборов нужное количество голосов получил только соискатель-плебей — незнатный демагог Гай Теренций Варрон, и поэтому патриции решили сплотиться вокруг одной фигуры. Вульсон, Лепид и Меренда сняли свои кандидатуры в пользу Павла, который и стал вторым консулом.
Возможно, Вульсон упоминается в источниках ещё раз. В 216 году до н. э., одержав победу при Каннах, Ганнибал направил в Рим трёх пленных аристократов, чтобы начать переговоры о выкупе остальных пленников. Согласно Ливию, это были Луций Манлий, Луций Скрибоний и Гай Кальпурний; сенат отказался вести переговоры, и после этого послы вернулись в карфагенский лагерь. Предположительно Луций Манлий — это бывший претор 218 года до н. э.